# Barsunchet
Barsunchet (en népalais : बर्सुञ्चेत) est un comité de développement villageois du Népal situé dans le district de Nuwakot. Au recensement de 2011, il comptait 426 habitants.